# St. Antonius (Herten)

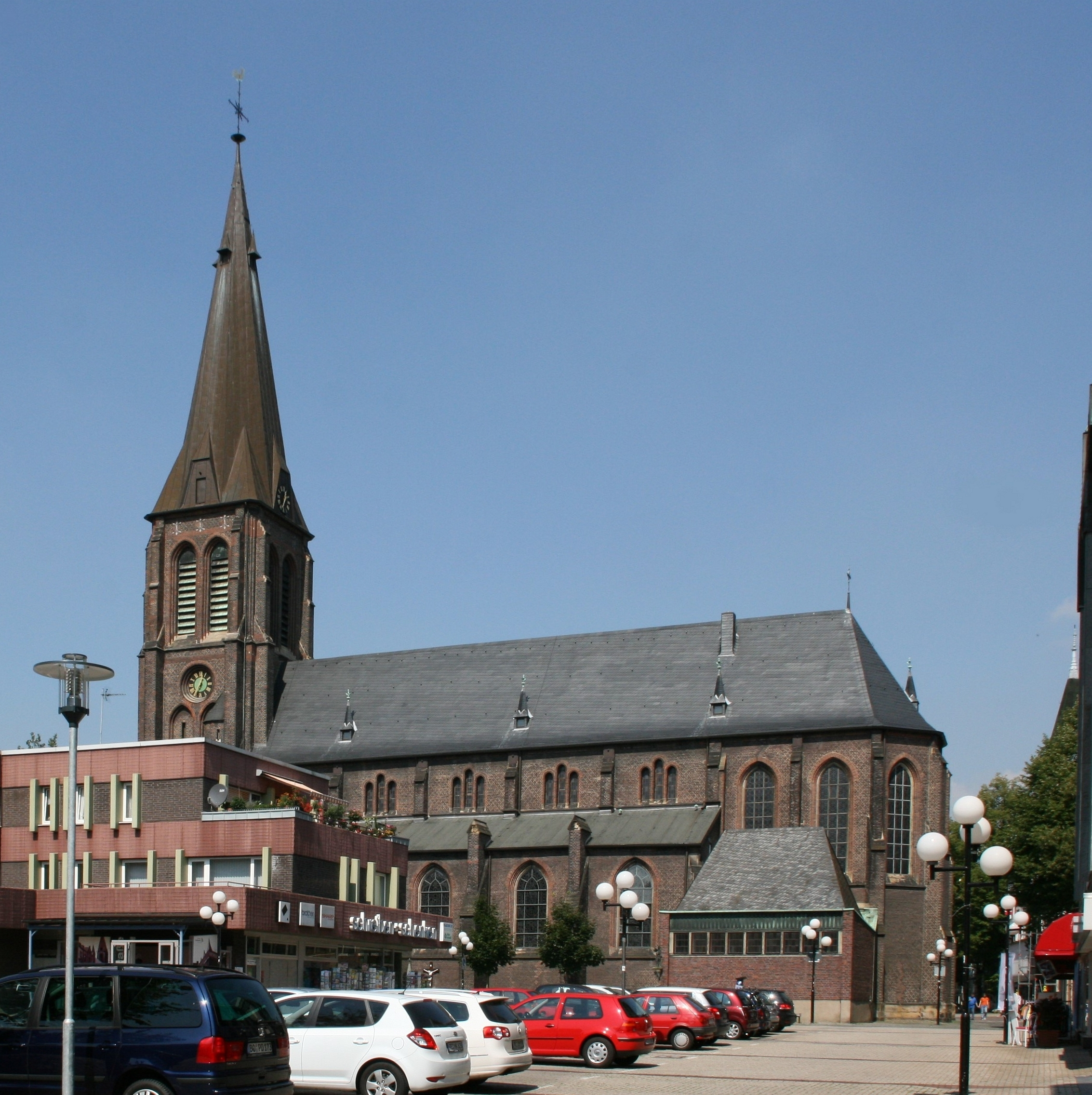
St. Antonius am Hertener Marktplatz

St. Antonius ist die katholische Stadtpfarrkirche von Herten, Kreis Recklinghausen. Sie wurde von 1882 bis 1885 nach Plänen von August Hanemann erbaut.

## Geschichte
Die kleine Dorfkirche des vorindustriellen Herten im kurkölnischen Vest Recklinghausen war in der Reformationszeit katholisch geblieben. Mit dem Einsetzen des Steinkohlebergbaus 1872 wurde aus dem Dorf in wenigen Jahren eine Industriestadt und die katholische Pfarrei wuchs um ein Vielfaches. Die alte und baufällig gewordene Kirche wurde abgerissen und durch den heutigen Kirchbau ersetzt, der 1884 errichtet wurde.
Seit 2007 ist St. Antonius die Hauptkirche von vier ehemaligen Pfarreien in der Stadt Herten und hat durch ihren zentralen Standort die Funktion einer Citykirche.

## Architektur
Die St.-Antonius-Kirche ist eine neugotische dreischiffige Backstein-Basilika. An das fünfjochige Langhaus schließen sich im Osten zwei Chorjoche mit polygonalem Abschluss an. Jedes Langhausjoch hat beidseitig ein großes Fenster in der Seitenwand und drei kleine im Obergaden. Der quadratische, in drei Stockwerke gegliederte Turm auf der Portalseite trägt einen hohen Spitzhelm.
Die Sakristei an der Südseite des Chors wurde in den 1970er Jahren gebaut. An ihrer Westecke befindet sich eine Skulptur des heiligen Sebastian von Karl-Heinz Klein.
Der Hochaltar der Kirche stand bis 1969 in der St.-Pankratius-Kirche in Vorhelm.

## Orgel

### Hauptorgel

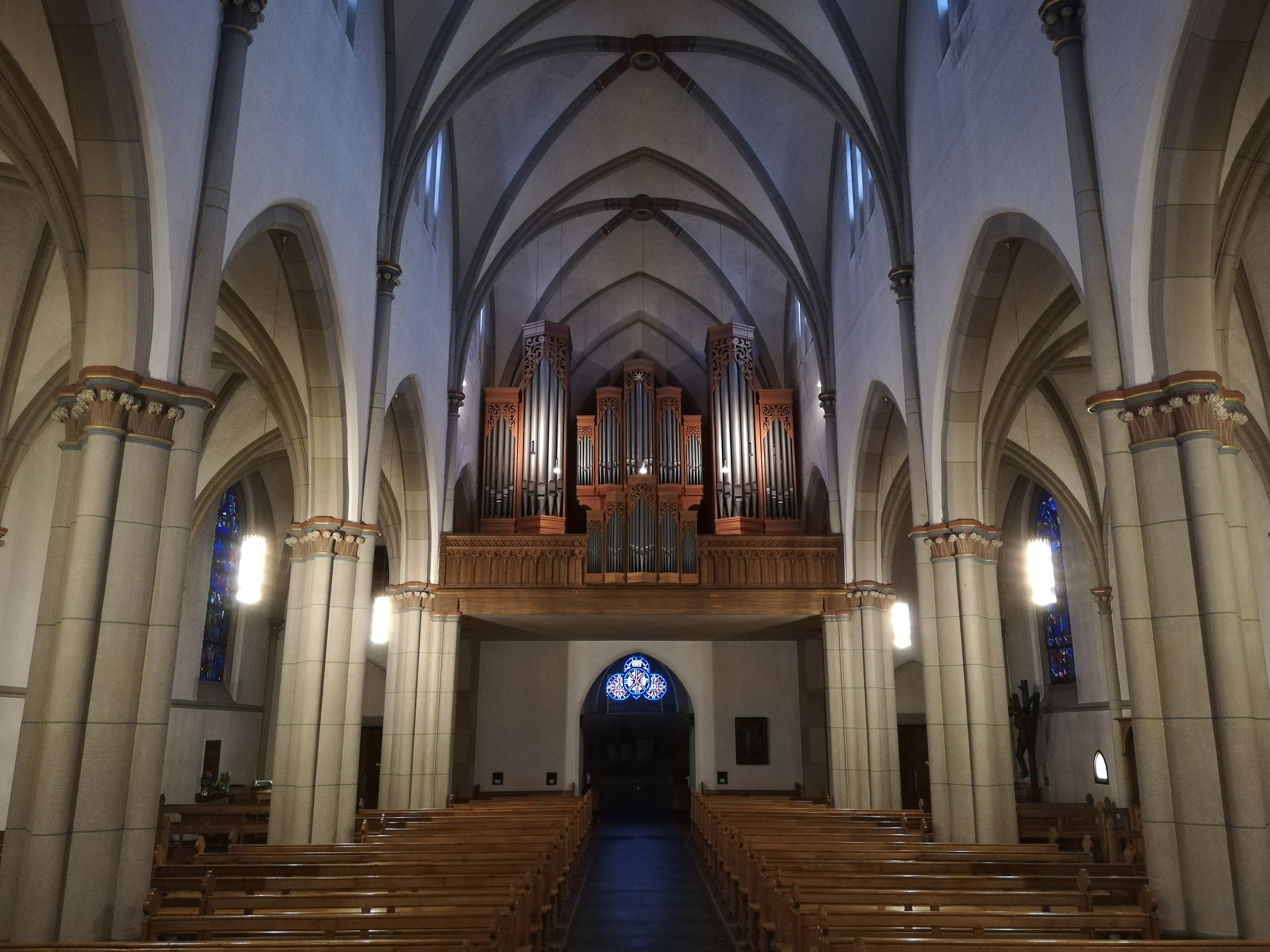
Kirchenraum (Blickrichtung vom Altar in Richtung der Orgel)

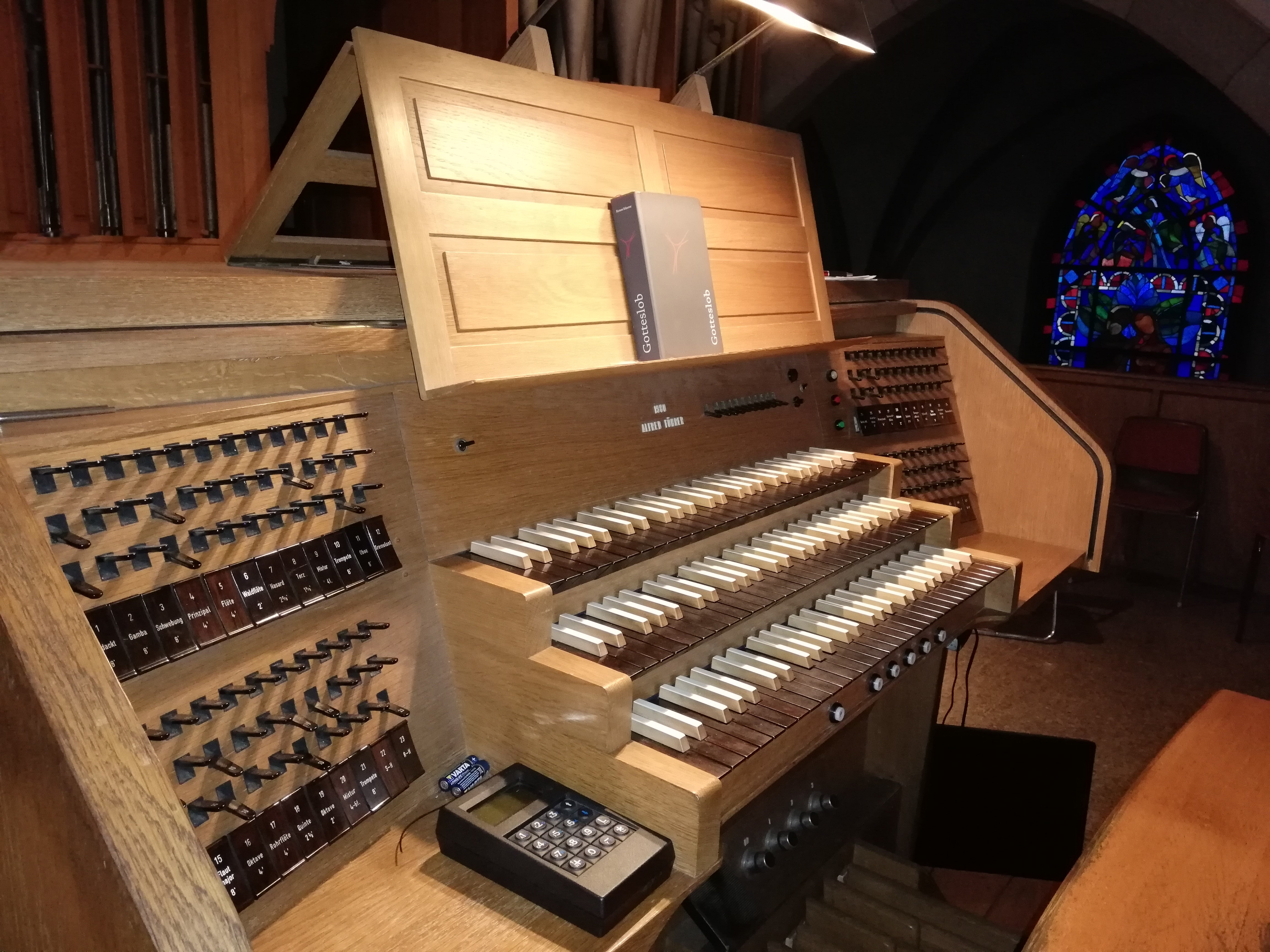
Spieltisch der Hauptorgel

Die Orgel wurde 1981 von der Orgelbaufirma Alfred Führer (Wilhelmshaven) erbaut. Das Instrument hat 40 Register auf drei Manualen und Pedal. Etwa die Hälfte des Pfeifenmaterials stammt aus den Vorgängerorgeln. Die Spieltraktur ist mechanisch, die Registertraktur elektrisch.
In den Jahren 2001 bis 2009 wurde die Orgel durch die niederländische Werkstatt Flentrop Orgelbouw klanglich umgestaltet und dabei auch teilweise neu intoniert. Die Disposition lautet (Nummerierung entspricht nicht der Registerdurchzählung):
| I Rückpositiv C–g3 |                  |                  |      |
| 1.                 | Gedackt          | 8′               | a/Fl |
| 2.                 | Quintade         | 8′               | h    |
| 3.                 | Principal        | 4′               |      |
| 4.                 | Gedacktflöte     | 4′               |      |
| 5.                 | Oktav            | 2′               | a    |
| 6.                 | Quinte           | 1 ⁄3′            | a    |
| 7.                 | Sesquialter II 0 | Sesquialter II 0 | a    |
| 8.                 | Scharff IV       |                  |      |
| 9.                 | Vox humana       | 8′               |      |
| 10.                | Krummhorn        | 8′               |      |
|                    | Tremulant        |                  |      |

| II Hauptwerk C–g3 |                 |                 |       |
| 11.               | Bordun          | 16′             | a     |
| 12.               | Principal       | 08′             |       |
| 13.               | Flaut major     | 08′             | a     |
| 14                | Oktave          | 04′             | a     |
| 15.               | Rohrflöte       | 04′             | a     |
| 16.               | Quinte          | 2 ⁄3′           | a     |
| 17.               | Oktave          | 02′             | a     |
| 18.               | Mixtur III–VI 0 | Mixtur III–VI 0 | Fü/Fl |
| 19.               | Trompete        | 08′             |       |
|                   | Zimbelstern     |                 |       |

| III Schwellwerk C–g3 |                                 |           |      |
| 20.                  | Gedackt                         | 8′        | a    |
| 21.                  | Gambe                           | 8′        |      |
| 22.                  | Schwebung                       | 8′        | a    |
| 23.                  | Principal                       | 4′        | a    |
| 24.                  | Flöte                           | 4′        |      |
| 25.                  | Waldflöte                       | 2′        |      |
| 26.                  | Nasard                          | 2 ⁄3′     |      |
| 27.                  | Terz                            | 1 3⁄5′    |      |
| 28.                  | Mixtur IV                       | Mixtur IV | a/Fl |
| 29.                  | Trompette harmonique (Trompete) | 8′        | a/Fl |
| 30.                  | Basson/Hautbois (Oboe)          | 8′        | Fl   |
|                      | Tremulant                       |           |      |

| Pedal C–f1 |                 |                 |   |
| 31.        | Principal       | 16′             |   |
| 32.        | Subbass         | 16′             | a |
| 33.        | Oktave          | 8′              | a |
| 34.        | Gedackt         | 8′              | a |
| 35.        | Oktave          | 4′              | a |
| 36.        | Rauschpfeife IV | Rauschpfeife IV | a |
| 37.        | Kontrafagott    | 32′             |   |
| 38.        | Posaune         | 16′             | a |
| 39.        | Trompete        | 8′              | a |
| 40.        | Clairon         | 4′              | a |

- Koppeln: I/II, III/II, I/P, II/P, IIII/P
- Spielhilfen: Plenum, Generalabsteller, Handregister, 3 freie Kombinationen, Einzelabsteller für Register Nr. 9, 10, 11, 19, 28, 29, 30, 37, 38, 39, 40
- Anmerkungen

a = alter Registerbestand
Fl = Registermaterial von Flentrop
Fü = Registermaterial von Führer

### Chororgel
Die Chororgel wurde 1990, wie auch die Hauptorgel, von der Orgelbaufirma Alfred Führer gebaut.
| I Manual C–  |
| Rohrflöte 4′ |
| Principal 2′ |
| Glockenspiel |

| II Manual C– |
| Gedackt 8′   |

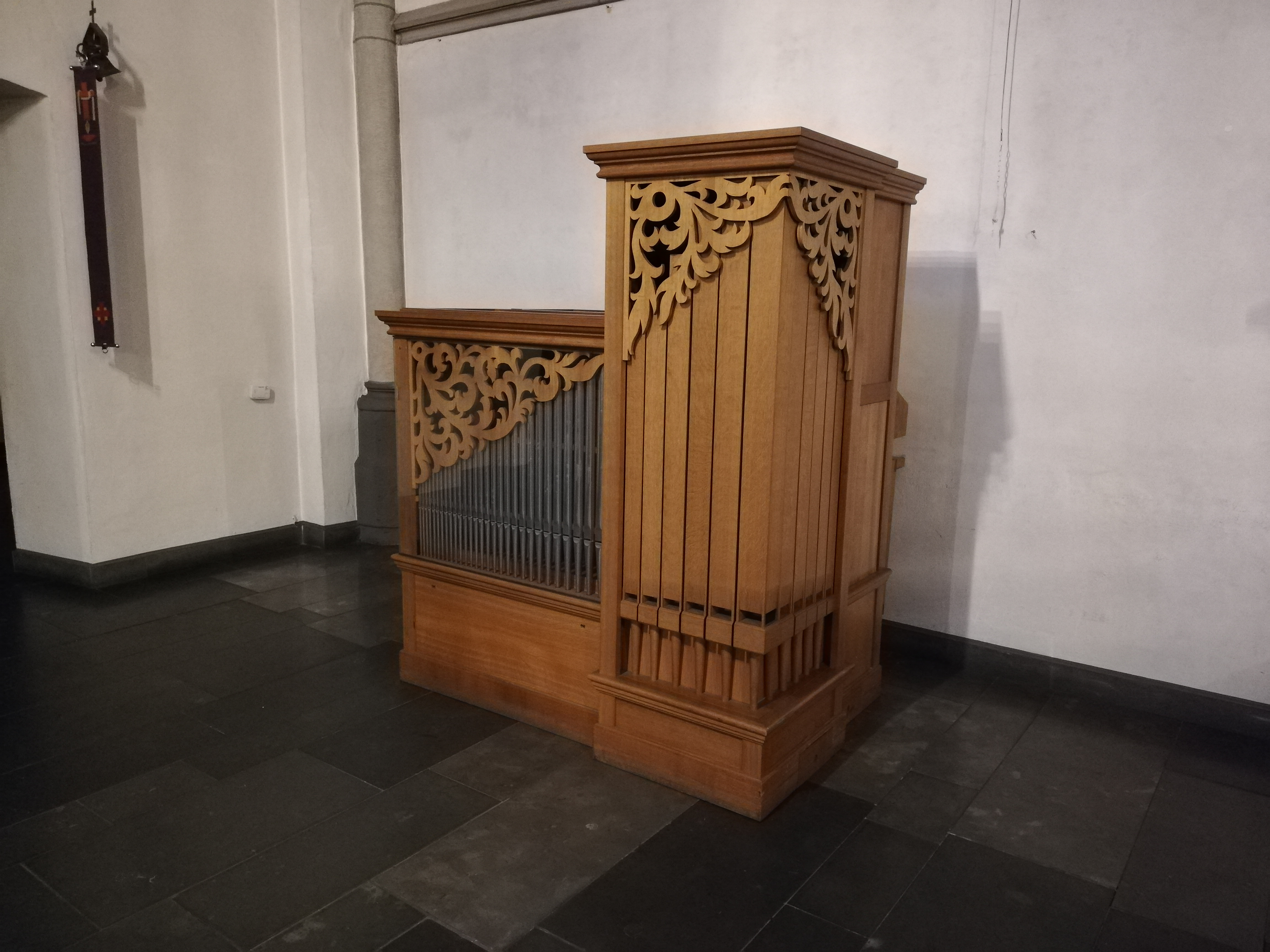
Chororgel

- Koppeln: II/I (Schiebekoppel), I/P, II/P